# Fernanda Tavares
Fernanda Tavares (Natal, 22 settembre 1980) è una supermodella brasiliana.

## Biografia
Figlia del cantautore Fernando Luis Tavares e dell'imprenditrice Cheilha Correia, ha cominciato la propria carriera apparendo in alcuni show locali già all'età di nove anni per arrivare a vincere, quattro anni dopo, il concorso Elite Look of the Year. L'anno successivo si è trasferita a San Paolo e nel 1998, a diciassette anni, è apparsa L'Officiel Paris, sulle edizioni tedesche e statunitensi di Marie Claire e su Vogue Paris, grazie a un contratto ottenuto con l'agenzia di moda Marilyn Agency. In seguito la Tavares apparirà anche su Elle, Cosmopolitan, Allure e su Sports Illustrated Swimsuit Issue.
Dal 1998 Fernanda Tavares ha sfilato per importanti marchi come Chanel, Christian Dior, Emanuel Ungaro, Versace, Blumarine, Chloé, Christian Lacroix, Prada, Salvatore Ferragamo, Valentino, John Galliano, Sonia Rykiel, Yohji Yamamoto, Hervé Léger, Missoni, e Gap. Inoltre è stata la testimonial dei profumi Guerlain e di Victoria's Secret, sfilando per l'azienda di biancheria intima nel 2000 a Cannes, poi nel 2001, 2002, 2003 e 2005 a New York.  È anche stata una delle testimonial della PETA. Nel 2001 è apparsa sul Calendario Pirelli.
Fernanda Tavares ha lavorato come veejay per MTV Brasile, conducendo la trasmissione Missão MTV.

## Vita privata
Dal 2007 è sposata con l'attore connazionale Murilo Rosa. La coppia ha due figli: Lucas (2007) e Arthur (2012).

## Agenzie
- One Management - New York
- Unique Models - Danimarca
- Francina Models
- Mega Model Agency - Amburgo
- D Management Group
- Central Models
- Marilyn Agency - Parigi
- NEXT Model Management - Londra
- Artform - Tel Aviv